# Kiki Palmer
Kiki Palmer, pseudonimo di Giulia Fogliata (Milano, 11 luglio 1907 – Roma, 11 agosto 1949), è stata un'attrice italiana.

## Biografia
Dal 1938 cambiò lo pseudonimo in Daniela Palmer (Enzo Biagi: «Qualche attore deve italianizzare il nome») e, solo nel 1933 per suggerimento di Gabriele D'Annunzio, in Palma Palmer.
Era figlia di Marta Palmer, titolare di un atelier di moda a Milano. Studiò alla facoltà di Medicina di Milano, prima di appassionarsi di recitazione e seguire i corsi privati di Ida Carloni Talli ed Emilia Varini. Ebbe il suo debutto teatrale nel 1932 in Scena vuota di Dario Niccodemi per la regia di Ettore Berti (Renato Simoni: «Questa debuttante ha già disinvoltura, sicurezza, gentilezza e varietà di dizione»). Nello stesso anno formò una propria compagnia, sotto la direzione di Camillo Pilotto, e, in seguito, di Pietro Sharoff e Tatiana Pavlova. 
La sua recitazione, ritenuta inizialmente spontanea, supportata da un'ottima dizione, maturò a tal punto da raggiungere un carattere estremamente moderno che raggiunse punte di sofferta intensità e grande drammaticità.
Tra le sue interpretazioni più applaudite La famiglia dell'antiquario e Il campiello di Goldoni, La fiaccola sotto il moggio di D'Annunzio, Sogno di una notte di mezza estate di William Shakespeare. Nel 1934 e 1935 lavorò anche per il cinema in La marcia nuziale e La luce del mondo. Lavorò con svariati attori tra i quali Luigi Cimara, Antonio Gandusio, Roldano Lupi, Lilla Brignone e molti altri. Costituì assieme a Giulio Stival la compagnia Palmer-Stival.
Madre adottiva dell'attore Renzo Palmer, morì suicida nel 1949, all'età di 42 anni, a causa della depressione seguita alla morte dell'amica Eva Mangili. È sepolta a Roma nel cimitero del Verano.

## Teatro
- Scena vuota di Dario Niccodemi, regia di Ettore Berti, Teatro degli Arcimboldi di Milano, 19 gennaio 1932.
- Trionfo di Gino Rocca, Teatro degli Arcimboldi di Milano, 2 febbraio 1932.
- Vigilia d'armi di Eugenio Checchi, regia di Ettore Berti, Teatro degli Arcimboldi di Milano, 26 febbraio 1932.
- O bere o affogare di Leo di Castelnovo, Teatro degli Arcimboldi di Milano, 4 marzo 1932.
- Il mondo della noia di Édouard Pailleron, Teatro degli Arcimboldi di Milano, 19 marzo 1932.
- Tre signorine poco vestite di Yves Mirande e Albert Willemetz, regia di Alfredo Menichelli, Teatro degli Arcimboldi di Milano, 12 aprile 1932.
- La famiglia dell'antiquario di Carlo Goldoni, regia di Ettore Berti, Teatro dei Filodrammatici di Milano, 7 maggio 1932.
- Poi ti dirò il perché di Angelo Frattini, Alfredo Menichelli e Giuseppe Achille, Teatro degli Arcimboldi di Milano, 9 maggio 1932.
- Cristina di Arthur Schnitzler, regia di Pietro Sharoff, Teatro dei Filodrammatici di Milano, 12 maggio 1932.
- La piccina di Dario Niccodemi e Yves Mirande, Teatro dei Filodrammatici di Milano, 20 maggio 1932.
- Monachina di Giuseppina Ferioli, regia di Ettore Berti, Teatro dei Filodrammatici di Milano, 27 maggio 1932.
- Zio Vanja di Anton Čechov, regia di Pietro Sharoff, Teatro dei Filodrammatici di Milano, 3 giugno 1932.
- La famiglia Barrett di Rudolf Besier, regia di Luciano Ramo, Teatro Margherita di Genova, 26 ottobre 1932.
- Gli ipocriti di Silvio Giovaninetti, Teatro Politeama Margherita di Genova, 2 novembre 1932.
- Joe e C. di Hjalmar Bergman, regia di Pietro Sharoff, Teatro Valle di Roma, 16 novembre 1932.
- L'adolescenza di una regina di Sil-Vara, regia di Ivan Schmidt, Teatro Quirino di Roma, 25 novembre 1932.
- Mario e Maria di Sabatino Lopez, Teatro Olimpia di Milano, 7 dicembre 1932.
- Aidelberga mia di Wilhelm Meyer-Förster, Teatro dei Filodrammatici di Milano, 23 dicembre 1932.
- La ballerina del re di Rudolf Presber e Leo Walther Stein, regia di Pietro Sharoff, Teatro dei Filodrammatici di Milano, 30 dicembre 1932.
- Notturno del tempo nostro di Giuseppe Bevilacqua, regia di Pietro Sharoff, Arena del Sole di Bologna, 1º aprile 1933.
- Finestra cieca di Elmer Boros, regia di Pietro Sharoff, Teatro Valle di Roma, 12 aprile 1933.
- Belfagor di Ercole Luigi Morselli, regia di Corrado D'Errico, Teatro Valle di Roma, 19 aprile 1933.
- L'osteria della gloria di Arnaldo Fraccaroli, regia di Pietro Sharoff, Teatro Odeon di Milano, 6 giugno 1933.
- Otello di William Shakespeare, regia di Pietro Sharoff, Palazzo Ducale di Venezia, 18 agosto 1933.
- Venezia di Gino Rocca, Teatro Goldoni di Venezia, 1º settembre 1933.
- Istituto di bellezza di Vicki Baum, regia di Pietro Sharoff, Teatro Sociale di Trento, 11 ottobre 1933.
- Ciliegie rosse e nere di Sándor Hunyady, regia di Pietro Sharoff, Teatro della Pergola di Firenze, 25 ottobre 1933.
- Il conte Aquila di Rino Alessi, regia di Pietro Sharoff, Teatro Garibaldi di Padova, 21 novembre 1933.
- L'affare Kubinsky di László Fodor, regia di Carlo Piccinato, Teatro Verdi di Trieste, 29 novembre 1933.
- L'avventura di Teresa Beauchamps di Gino Capriolo, regia di Pietro Sharoff, Teatro Vittorio Alfieri di Torino, 8 febbraio 1934.
- Un po' di bufera di Galar, Teatro Vittorio Alfieri di Torino, 13 febbraio 1934.
- I fratelli Karamazov, da Fëdor Dostoevskij, regia di Pietro Sharoff, Teatro Argentina di Roma, 10 aprile 1934.
- Casa di bambola di Henrik Ibsen, regia di Pietro Sharoff, Teatro Argentina di Roma, 13 aprile 1934.
- Verde, rosso e nero di Ermanno Contini e Fabrizio Sarazani, regia di Ivan Schmidt, Casinò Municipale di Sanremo, 26 aprile 1934.
- Non c'è niente di serio di E. Jeanson, Teatro Odeon di Milano, 15 maggio 1934.
- L'Aquilotto di Edmond Rostand, Teatro Odeon di Milano, 18 maggio 1934.
- L'Arcangelo di Luigi Riccardo Borsotti, Teatro Odeon di Milano, 29 maggio 1934.
- La bottega del caffè di Carlo Goldoni, regia di Gino Rocca, Corte del Teatro a San Luca di Venezia, 7 luglio 1934.
- Il mercante di Venezia di William Shakespeare, regia di Max Reinhardt, Campo San Trovaso di Venezia, 18 luglio 1934.
- Giulia Szendrey di Ferenc Herczeg, regia di Carlo Piccinato, Teatro Sociale di Varese, 11 novembre 1934.
- L'urlo di Alessandro De Stefani e Ferruccio Cerio, regia di Pietro Sharoff, Arena del Sole di Bologna, 26 novembre 1934.
- Amleto di William Shakespeare, regia di Anton Giulio Bragaglia, Teatro Alfieri di Torino, 2 gennaio 1935.
- Cielo di Marco Reinach, Teatro Quirino di Roma, 1 aprile 1935.
- Il teatro comico di Carlo Goldoni, Teatro Quirino di Roma, 1 ottobre 1935.
- Mese mariano di Salvatore Di Giacomo, regia di Franco Liberati, Teatro Argentina di Roma, 29 ottobre 1935.
- Il convegno di Vienna di Robert E. Sherwood, regia di Pietro Sharoff, Roma (dicembre 1935)
- Le due leggi di Maud di Andrea Dello Siesto, regia di Pietro Sharoff, Teatro Verdi di Trieste, 7 dicembre 1935.
- I vestiti della donna amata di Enrico Raggio, Teatro Carignano di Torino, 21 dicembre 1935.
- Così è (se vi pare) di Luigi Pirandello, regia di Annibale Betrone, Teatro Carignano di Torino, 2 gennaio 1936.
- Vivere di Giovanni Tonelli, Casinò Municipale di Sanremo, 25 gennaio 1936.
- Il mondo della noia di Édouard Pailleron, regia di Corrado Pavolini, Teatro Olimpia di Milano, 16 marzo 1936.
- Il matrimonio a piccole dosi di Silvano D'Arborio e Leo Lenz, Teatro Olimpia di Milano, 24 marzo 1936.
- L'accusatrice di Bice Popesco, Teatro Olimpia di Milano, 31 marzo 1936.
- Il faro di Giuseppe D'Alicandro, regia di Pietro Sharoff, Teatro Olimpia di Milano, 2 aprile 1936.
- Assenza ingiustificata di István Békeffi, Teatro Argentina di Roma, 22 aprile 1936.
- Il cuore in tasca di Antonio Conti, Teatro Nazionale di Palermo, 15 maggio 1936.
- Le baruffe chiozzotte di Carlo Goldoni, regia di Renato Simoni, Campo San Cosmo alla Giudecca di Venezia, 17 luglio 1936.
- Più che l'amore di Gabriele D'Annunzio, regia di Guido Salvini, Castello di Asolo, 8 agosto 1936.
- La signora dei merletti di Rino Alessi, regia di Luigi Almirante, Teatro Verdi di Trieste, 16 novembre 1936.
- O di uno o di nessuno di Luigi Pirandello, Teatro Verdi di Trieste, novembre 1936.
- Frana allo scalo nord di Ugo Betti, Teatro Goldoni di Venezia, 28 novembre 1936.
- Le due dame di Paolo Ferrari, regia di Luigi Almirante, Teatro Manzoni di Milano, 10 dicembre 1936.
- Primo giorno di primavera di Dodie Smith, regia di Luigi Almirante, Teatro Manzoni di Milano, 15 dicembre 1936.
- Doppia briglia di Edward Poor Montgomery, Teatro dei Filodrammatici di Milano, 22 dicembre 1936.
- La dame de chez Maxim di Georges Feydeau, con Luigi Almirante e Filippo Scelzo, Teatro Valle di Roma (stagione 1936-1937)
- La sentinella del re di Mario Pompei, Teatro dei Filodrammatici di Milano, 2 gennaio 1937.
- Sedici anni di Aimée e Philip Stuart, Teatro Valle di Roma, 20 marzo 1937.
- Ma non è una cosa seria di Luigi Pirandello, regia di Luigi Almirante, Tivoli, 1⁰ luglio 1937.
- Partire di Gherardo Gherardi, regia di Luigi Almirante, Carro di Tespi (estate 1937)
- Il pescatore di balene di Carlo Veneziani, Teatro del Corso di Bologna, 26 novembre 1937.
- Le donne sono così di Bruno Corra e Giuseppe Achille, regia di Antonio Gandusio, Teatro Valle di Roma (febbraio 1938)
- Quel signore delle cinque di Maurice Hennequin e Pierre Veber, regia di Antonio Gandusio, Teatro Olimpia di Milano, 5 aprile 1938.
- I Popinod di E. Engel, regia di Antonio Gandusio, Teatro Olimpia di Milano, 20 aprile 1938.
- La modella di Alfredo Testoni, Teatro Argentina di Roma (ottobre 1938)
- L'asino di Buridano di Robert de Flers e Gaston de Caillavet, Teatro Argentina di Roma (ottobre 1938)
- Le cugine Lovel di Zoë Akins, Teatro Argentina di Roma (ottobre 1938)
- Vent'anni di Sergio Pugliese, regia di Massimo Taricco, Teatro Manzoni di Milano, 18 novembre 1938.
- Giovanna Klainham di Cesare Paolo Costantini, regia di Tatiana Pavlova, Teatro Manzoni di Milano, 30 novembre 1938.
- Congedo di Renato Simoni, Teatro Manzoni di Milano, 6 dicembre 1938.
- Maddalena occhi di menta di Enzo Duse, Teatro del Casinò Municipale di Sanremo (gennaio 1939)
- Cause ed effetti di Paolo Ferrari, regia di Luciano Ramo, Teatro Nuovo di Milano, 24 maggio 1939.
- Niobe di Harry Paulton, Teatro Nuovo di Milano, 29 maggio 1939.
- Trilogia di Dorina di Gerolamo Rovetta, Teatro Nuovo di Milano, 3 giugno 1939.
- Un matrimonio tranquillo di Esther McCracken, Teatro Manzoni di Milano, 23 novembre 1939.
- Calore del seno di André Birabeau, regia di Ernesto Sabbatini, Teatro Manzoni di Milano, 6 dicembre 1939.
- Saggezza di Piero Ottolini, Teatro Manzoni di Milano, 14 dicembre 1939.
- Gran turismo di Alessandro De Stefani, regia di Ernesto Sabbatini, Teatro Manzoni di Milano, 22 dicembre 1939.
- Erede di Marco Praga, Teatro Manzoni di Milano, 30 dicembre 1939.
- I capelli bianchi di Giuseppe Adami, Teatro Manzoni di Milano, 26 febbraio 1940.
- La moglie che sa di J. M. Barrie, regia di Ernesto Sabbatini, Teatro Manzoni di Milano, 4 marzo 1940.
- Fedora di Victorien Sardou, regia di Luciano Ramo, Teatro Manzoni di Milano, 11 aprile 1940.
- La fiaccola sotto il moggio di Gabriele D'Annunzio, regia di Enrico Fulchignoni, Teatro Manzoni di Milano, 25 aprile 1940.
- Il poeta fanatico di Carlo Goldoni, regia di Orazio Costa, Giardini della Biennale di Venezia, 29 luglio 1941.
- I mariti di Achille Torelli, regia di Luciano Ramo, Teatro Nuovo di Milano, 10 ottobre 1941.
- I fuochi di San Giovanni di Hermann Sudermann, regia di Pietro Sharoff, Teatro Nuovo di Milano, 17 ottobre 1941.
- La donna di nessuno di Cesare Vico Lodovici, Teatro Nuovo di Milano, 24 ottobre 1941
- Amore e raggiro di Friedrich Schiller, regia di Pietro Sharoff, Teatro Carignano di Torino, 13 dicembre 1941.
- I fratelli Castiglioni, testo e regia di Alberto Colantuoni, Teatro Nuovo di Milano, 21 luglio 1942.
- L'Alesiana di Alphonse Daudet, regia di Giorgio Venturini, musica di scena di Georges Bizet, Teatro Nuovo di Milano, 6 ottobre 1942.
- Lotta con l'angelo di Tullio Pinelli, regia di Giorgio Venturini, Teatro della Pergola di Firenze, 25 novembre 1942.
- Don Gil dalle calze verdi di Tirso de Molina, regia di Giorgio Venturini, Teatro della Pergola di Firenze, 28 novembre 1942.
- Maria Maddalena di Friedrich Hebbel, regia di Giorgio Venturini, Teatro della Pergola di Firenze, 1 dicembre 1942.
- La scala di Rosso di San Secondo, regia di Giorgio Venturini, Teatro Odeon di Milano, 22 marzo 1943.
- La macchina da scrivere di Jean Cocteau, regia di Luchino Visconti, Teatro Eliseo di Roma, 2 ottobre 1945.
- Rebecca di Daphne du Maurier, regia di Guido Salvini, Teatro Quirino di Roma, 20 aprile 1946.
- Susanna e i peccatori di Rachel Crothers, regia di Tullio Carminati, Teatro delle Arti di Roma, 31 agosto 1946.
- La signora di mezzanotte di Jean de Létraz, regia di Alberto D'Aversa, Teatro delle Arti di Roma, 21 settembre 1946.
- Delitto e castigo di Gaston Baty, da Dostoevskij, regia di Luchino Visconti, Teatro Eliseo di Roma, 12 novembre 1946.
- Conflitti di Paul Vincent Carroll, compagnia di Nino Besozzi, Teatro delle Arti di Roma, 14 marzo 1947.
- Gli uccelli di Aristofane, regia di Luigi Almirante, Teatro romano di Ostia Antica, 14 giugno 1947.
- Orestea di Eschilo, regia di Manara Valgimigli, Teatro greco di Siracusa, 15 maggio 1948.
- Week-end (La febbre del fieno) di Noël Coward, regia di Pietro Masserano Taricco, Teatro delle Arti di Roma, 23 giugno 1948.
- Sogno di una notte di mezza estate di William Shakespeare, regia di Alessandro Brissoni, Castello di San Giusto di Trieste, 5 agosto 1948.
- Un mese in campagna di Ivan Turgenev, regia di Corrado Pavolini, Teatro Ateneo di Roma, 24 febbraio 1949.
- Le troiane di Euripide, regia di Guglielmo Morandi, Teatro Ateneo di Roma (1949)

## Filmografia
- La marcia nuziale, regia di Mario Bonnard (1934)
- La luce del mondo, regia di Gennaro Righelli (1935)

## Prosa radiofonica Eiar
- Vent'anni di Sergio Pugliese, regia di Pietro Masserano Taricco, trasmessa il 25 luglio 1941.
- La nostra età di Cesare Giulio Viola, regia di Enzo Ferrieri, trasmessa il 25 luglio 1942.
- Stelle alpine di Eligio Possenti, regia di Pietro Masserano Taricco, trasmessa il 29 luglio 1942.
- I malcontenti di Carlo Goldoni, regia di Pietro Masserano Taricco, trasmessa il 18 agosto 1942.

## Prosa radiofonica Rai
- La campana di vetro, commedia di Antonio Greppi, regia di Enzo Convalli, trasmessa il 16 ottobre 1946
- Madame Curie, radiodramma di Turi Vasile e Alberto Perrini, regia di Nino Meloni, trasmessa il di 17 novembre 1947.
- Giovannino di Sabatino Lopez, regia di Guglielmo Morandi, trasmessa il 22 dicembre 1947.
- La damigella di Bard di Salvator Gotta, regia di Pietro Masserano Taricco, 27 novembre 1948.
- Le troiane di Euripide, regia di Guglielmo Morandi, trasmessa il 3 gennaio 1949.
- Santa Giovanna di George Bernard Shaw, regia di Guglielmo Morandi, trasmessa il 9 maggio 1949.
- La febbre da fieno di Noël Coward, regia di Pietro Masserano Taricco, trasmessa l'8 agosto 1949.